# Proviverra
Proviverra es un género extinto de mamíferos creodontos que existió en Eoceno en Europa.